# نعمت نفتی
نعمت نفتی فیلمی است به کارگردانی عباس کسایی و بازی هنرمندانی همچون نعمت‌الله آغاسی، سیمین غفاری و کریم پرویزیان که در سال ۱۳۵۲ به اکران عمومی درآمد.

## خلاصه فیلم
مرد هوسرانی (منوچهر اخضرپور)، که به همسرش (مهری ودادیان) بدگمان است، زن و فرزندش نعمت را که فلج است از خانه می‌راند و حاضر نمی‌شود برای نعمت شناسنامه بگیرد تا او به مدرسه برود. نعمت با کارهایی نظیر واکسی، تصنیف فروشی، نفت فروشی و آوازخوانی در کنار مادرش امرار معاش می‌کند. او بزرگ می‌شود و به پایتخت می‌رود. نعمت (نعمت‌الله آغاسی) در کافه ای پست به عنوان خواننده مشغول به کار می‌شود و در اندک مدتی محبوبیت می‌یابد و کار کافه‌های اطراف را کساد می‌کند. نعمت با دختری (آرزو غفاری) آشنا می‌شود و با او ازدواج می‌کند. او مادرش را نزد خود می‌آورد، و نقشه‌های رقبایش را نقش بر آب می‌کند. نعمت پدرش را که به فلاکت افتاده و به‌طور ناشناس به او مراجعه کرده، به عنوان دربان کافه استخدام می‌کند. پدرش او را به جا می‌آورد و طلب بخشش می‌کند. نعمت پدر را به خانه می‌برد؛ اما مادرش او را از خانه می‌راند، تا این که مرد با به خطر انداختن جان خود همسرش را از خطر تصادف با اتومبیل نجات می‌دهد و از نو در کنار هم زندگی را از سر می‌گیرند.